# Anax speratus
Anax speratus é uma espécie de libelinha da família Aeshnidae.
Pode ser encontrada nos seguintes países: Angola, Botswana, República Democrática do Congo, Etiópia, Gana, Quénia, Malawi, Moçambique, Namíbia, Nigéria, Serra Leoa, Somália, África do Sul, Sudão, Tanzânia, Togo, Uganda, Zâmbia, Zimbabwe e possivelmente em Burundi.
Os seus habitats naturais são: rios, rios intermitentes e nascentes de água doce.